# زمان آفریقای مرکزی
| سیاه    | یوتی‌سی ۱:۰۰-: زمان کیپ ورد                                                                       |
| سبز     | ساعت هماهنگ جهانی: ساعت گرینویچ                                                                  |
| آبی     | یوتی‌سی ۱:۰۰+: زمان اروپای مرکزی · زمان غرب آفریقا                                                |
| قرمز    | یوتی‌سی ۲:۰۰+: زمان شرق اروپا · زمان آفریقای مرکزی · ساعت رسمی مصر · زمان استاندارد آفریقای جنوبی |
| زرد     | یوتی‌سی ۳:۰۰+: زمان شرق آفریقا                                                                    |
| خاکستری | یوتی‌سی ۴:۰۰+: زمان موریس · زمان سیشل                                                             |

زمان آفریقای مرکزی یا CAT، منطقه زمانی است که در مرکز و جنوب آفریقا استفاده میشود. "زمان آفریقای مرکزی" 2 ساعت جلوتر از ساعت هماهنگ جهانی است(یوتی‌سی ۲:۰۰+)، که تقریباً با زمان استاندارد آفریقای جنوبی، زمان استاندارد مصر، زمان اروپای شرقی، زمان کالینینگراد و زمان تابستانی اروپای مرکزی همزمان است.
از آنجایی که منطقه زمانی رو خط استوا و منطقه گرمسیری واقع شده است، تغییرات کمی در طول روز ها در طی سال به وجود می آید پس ساعت تابستانی مشاهده نمی‌شود.
زمان آفریقای مرکزی در کشور های زیر اعمال میشود:
- بوتسوانا
- بوروندی
- جمهوری دموکراتیک کنگو (فقط قسمت شرقی)
- مالاوی
- موزامبیک
- نامیبیا
- رواندا
- سودان
- سودان جنوبی
- زامبیا
- زیمبابوه

کشور های زیر در آفریقا نیز در تمام سال از UTC+02:00 استفاده میکنند:
- مصر (از زمان استاندارد مصر استفاده میکند)
- لسوتو (از زمان استاندارد آفریقای جنوبی استفاده میکند)
- لیبی (از زمان اروپای شرقی استفاده میکند)
- آفریقای جنوبی (از زمان استاندارد جنوب آفریقا استفاده میکند)
- اسواتینی (از زمان استاندارد آفریقای جنوبی استفاده میکند)